# کارلوس مرساریو
کارلوس مرساریو (انگلیسی: Carlos Mercenario؛ زادهٔ ۲۳ مهٔ ۱۹۶۷) ورزشکار دو و میدانی اهل مکزیک است.
وی در مسابقات کشوری و بین‌المللی در مجموع برندهٔ ۴ مدال طلا شده‌است.